# ورنشتت
ورنشتت (به آلمانی: Wernstedt) یک منطقهٔ مسکونی در آلمان است که در کالبه (میلده) واقع شده‌است. ورنشتت ۲۱۸ نفر جمعیت دارد.